# Synasellus bragaianus
Synasellus bragaianus är en kräftdjursart som beskrevs av Henry och Guy Magniez 1987. Synasellus bragaianus ingår i släktet Synasellus och familjen sötvattensgråsuggor. Inga underarter finns listade i Catalogue of Life.